# Vestec (district de Nymburk)
Pour les articles homonymes, voir Vestec.
Vestec (en allemand : Westetz) est une commune du district de Nymburk, dans la région de Bohême-Centrale, en République tchèque. Sa population s'élevait à 324 habitants en 2020.

## Géographie
Vestec se trouve à 9,5 km au nord-est de Nymburk et à 54 km au nord-est de Prague.
La commune est limitée par Křinec au nord-ouest, au nord et à l'est, par Činěves à l'est, par Netřebice et Budiměřice au sud, et par Chleby et Nový Dvůr à l'ouest.

## Histoire
La première mention écrite de la localité date de 1383.

## Transports
Par la route, Vestec se trouve à 12 km de Nymburk et à 73 km de Prague.